# Gösta Renlund
Rolf Gösta Renlund, född 12 juli 1915 i Kristianstad, död 12 februari 2007 i Hedvig Eleonora församling i Stockholm, var en svensk jurist och ämbetsman.
Gösta Renlund blev jur.kand. 1938 och kom efter tingstjänstgöring (1939–1941) att tjänstgöra i Svea hovrätt och Försvarets civilförvaltning 1942. Han blev amanuens 1943, 1:e kanslisekreterare 1946, byråchef i Finansdepartementet 1948 och var expeditionschef 1952–1956. Renlund utnämndes 1953 till kansliråd och blev generaldirektör och chef för Riksräkenskapsverket 1956. Verket bytte 1961 namn till Riksrevisionsverket, vars generaldirektör Gösta Renlund var fram till 1965. Han var vd för Sveriges allmänna hypoteksbank och Lantbruksnäringarnas primär- och sekundärkreditaktiebolag 1965–1981.
Han var också sekreterare i ståthållarämbetet på de kungliga slotten 1944–1956, ordförande i riksgäldsfullmäktige 1960–1965, ordförande för Sparbankernas säkerhetskassa 1960–1966, ordförande i Meteorologiska och hydrologiska rådet 1961–1966, vice ordförande för Sveriges allmänna hypoteksbank 1960–1965, vice ordförande i styrelsen för Statskontoret 1961–1965 samt satt i styrelserna för Föreningsbankernas bank 1966–1982 och Trygg-Hansa 1968–1986.
År 1967 invaldes han som ledamot av Kungl. Skogs- och Lantbruksakademien.
Gösta Renlund var därutöver verksam i ett stort antal offentliga utredningar, som ledamot i budgetutredningen 1948, budgeträttskommittén 1950, riksdagsbiblioteksutredningen 1954, kronans markdelegation 1956 och budgetkommittén 1957. Han var ordförande för civilingenjörsutredningen 1955, utredningen rörande SMHI:s arbetsuppgifter och organisation 1957, arbetstidsberedningen 1957, utredningen angående samverkan mellan organen för upplysningsverksamhet i utlandet 1959, skolarbetstidsutredningen 1963, markpolitiska utredningen 1964, industriforskningsutredningen 1965, tidningstaxeutredningen 1966, lantbrukets organisationsutredning 1968 och utredningen om lantbrukets kapitalförändringar 1980. Gösta Renlund är gravsatt i Gustav Vasa kyrkas kolumbarium i Stockholm.